# Pasta de mongetes
La pasta de mongetes (xinès:豆沙 ; pinyin: dòushā; japonès: 餡 an) és un ingredient culinari utilitzat en diverses cuines asiàtiques. A la Xina, Corea i Japó s'utilitza principalment com a farciment de postres dolces i de rebosteria. A la Xina s'utilitzen diversos tipus de fesols.

## Preparació

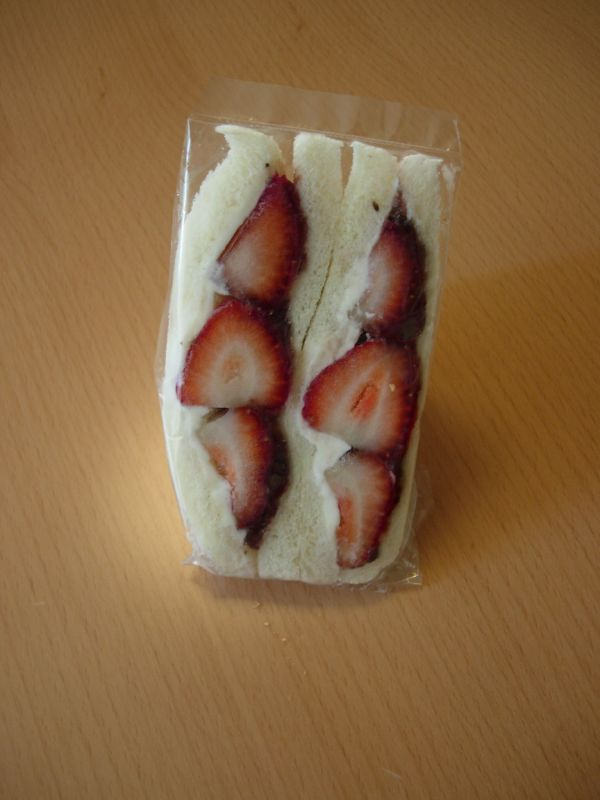
Sandvitx amb maduixes i pasta dolça de mongetes a Nagoya

Les mongetes es bullen sense sucre, es trituren i es rebaixen amb una mica d'aigua. Aquesta mescla es passa per un colador per a llevar-ne les beines. El resultat es cola i s'escorre amb una gasa, i s'endolceix. S'afegeix generalment oli, en forma d'oli vegetal o de llard de porc, a la pasta relativament seca per a millorar-ne la textura i la sensació a la boca.
La pasta de mongetes dolces amb oli es fa servir principalment com a farciment a la pastisseria xinesa, mentre que les pasta de mongetes dolces crua i sense oli es poden utilitzar per fer tong sui. La pastisseria japonesa utilitzen principalment pastes de mongetes dolces sense oli.

## Tipus
Hi ha diversos tipus de pasta de mongetes dolces o salades:
- Pasta grassa de fesols (油豆沙, yóudoushā): elaborada a partir de mongetes azuki, és de color marró fosc a causa de l'addició de sucre i greix animal o oli vegetal durant la cocció prolongada. De vegades es perfuma amb flor d'osmanthus.
- Pasta de mongetes mung (també anomenada soja verda) (): preparada a partir de mongetes mung; de color groc o verda pàl·lida.
- Pasta de soja groga (xinès simplificat: 黄豆沙) .
- Pasta de mongetes vermelles (xinès simplificat: 红豆纱) o anko: preparada a partir de mongetes azuki i de color vermell fosc.
- Pasta de mongetes blanques (白豆沙) : preparada a partir de mongetes blanques i de color beix pàl·lida.
- Pasta de mongetes negres (黑豆沙), salada: preparada a partir de mongetes negres; utilitzada a la cuina de Pequín i en altres cuines del nord de la Xina.

## Altres pastes dolces
Altres pastes dolces s'utilitzen com a farciment a la cuina xinesa. Encara que no són fetes de mongetes, s'utilitzen de la mateixa manera i són tant o més populars. Tenen la mateixa textura i sabor que la pasta de mongetes dolces. S'hi troben:
- la pasta de llavors de lotus
- la pasta de sèsam negre

## Galeria

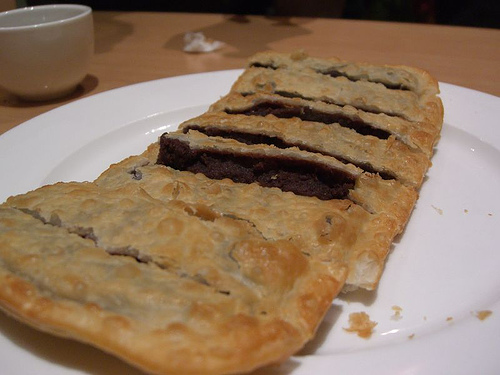
Pancake xinès amb dou sha
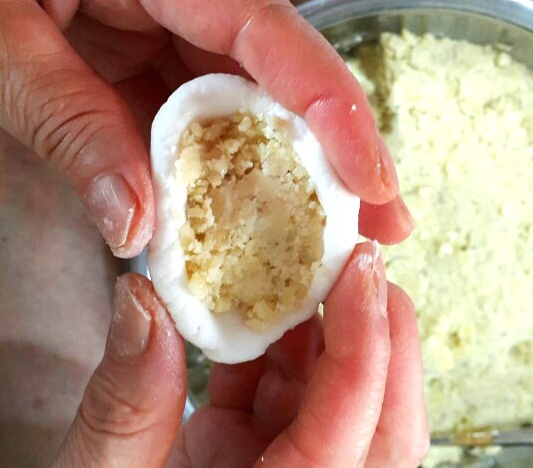
Omplint songpyeon amb pasta de mongetes mungo
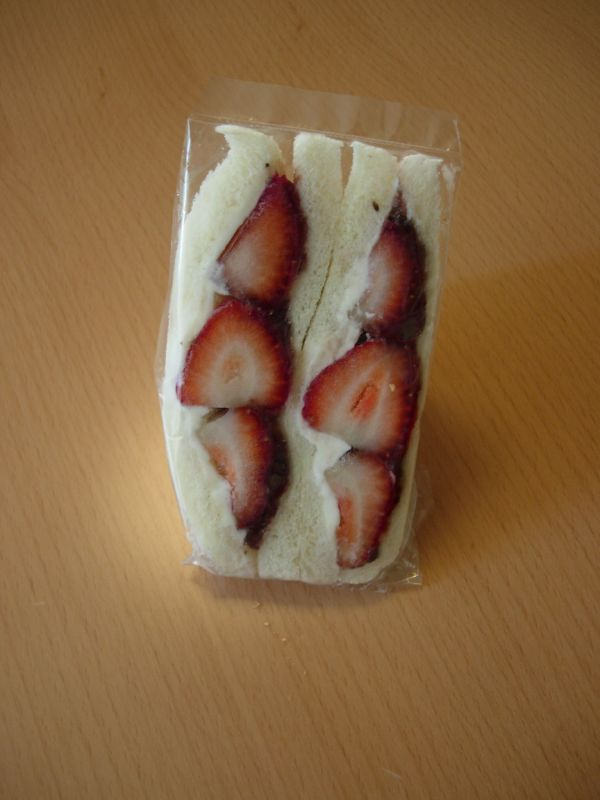
Sandwitx a Nagoya
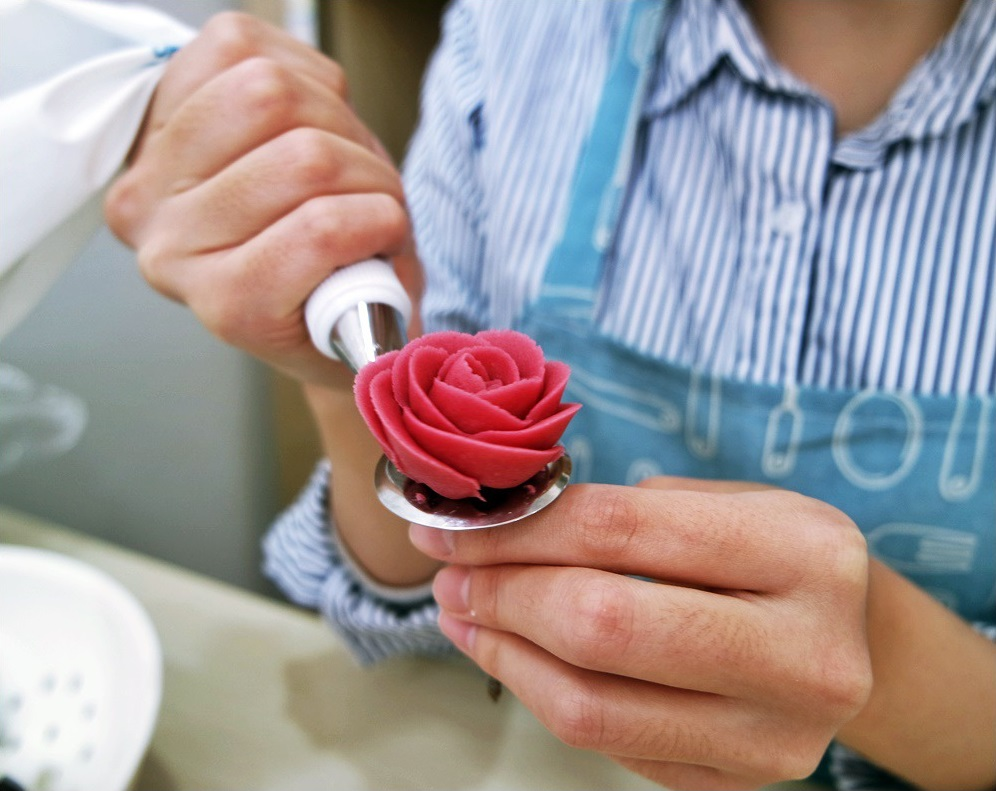
Elaboració de pasta de mongetes flor